# Gornye Ključi
Gornye Ključi (in russo Горные Ключи?) è un insediamento di tipo urbano dell'Estremo Oriente russo (Territorio del Litorale). Fa parte del distretto Kirovskij.
Si trova sul fiume Ussuri, a 16 km dal centro distrettuale di Kirovskij. La strada A370 «Ussuri» attraversa il villaggio.